# Георги Бабалиев
Георги Николаев Бабалиев (роден на 14 май 2001 г.) е български футболист, който играе на поста ляво крило. Състезател на Етър (Велико Търново).

## Кариера
Бабалиев е юноша на Карнобат, Черноморец (Бургас) и Лудогорец.
На 1 юли 2021 г. Георги става част от отбора на Спартак (Варна). Дебютира на 24 юли при победата с 1:3 като гост на Нефтохимик.

## Национална кариера
На 13 октомври 2017 г. Бабалиев дебютира в официален мач за националния отбор на България до 17 г., при загубата с 3:0 като гост на националния отбор на Ирландия до 17 г., в среща от квалификациите за Европейското първенство по футбол за младежи до 17 години през 2018 г.